# Johann Sofer
Johann Sofer (* 11. September 1901 in Pola, Istrien; † 26. Juli 1970 in Wien) war ein österreichischer Romanischer Philologe.

## Leben
Johann (eigentlich: Johannes) Sofer studierte Romanistik und Klassische Philologie an der Universität Wien, unter anderem bei Paul Kretschmer. 1920 verbrachte er ein Semester an der Universität Lund in Schweden. 1925 promovierte Sofer zum Dr. phil. und arbeitete ab 1926 als Mittelschullehrer 1946 habilitierte er sich in Wien. Im Wintersemester 1963/64 sowie im Sommersemester 1964 übernahm Sofer die Vertretungsprofessur für Kuhn an der Universität Innsbruck. Anschließend lehrte er als Privatdozent an der Universität Wien. Hinsichtlich der Entnazifizierung der Universität Wien wurde in der Sprachwissenschaft mit Sofer ein Neubeginn gesetzt.

## Werke
- Sofer, Johann (1930). Lateinisches und Romanisches aus den Etymologiae des Isidorus von Sevilla. Untersuchungen zur lateinischen und romanischen Wortkunde. (Forschungen zur griechischen und lateinischen Grammatik 9). Göttingen: Vandenhoeck & Ruprecht.
- Sofer, Johann (1934). Die Welttheater Hugo von Hofmannsthals und ihre Voraussetzungen bei Heraklit und Calderon. (Vorträge und Abhandlungen der österreichischen Leogesellschaft, 37). Wien: Mayer & Co.
- Sofer, Johann (1951). Die Antike in der französischen Geistesgeschichte. Wien: Sexl.
- Sofer, Johann (1960). Albert Camus (1913-1960). Freiburg: Herder.
- Sofer, Johann (1960). Claudel-Studien. (Moderne Sprachen 3). Wien: Verband der österreichischen Neuphilologen.
- Sofer, Johann (1963). Claudels Urteile über die USA. Wien: Verband der österreichischen Neuphilologen.
- Sofer, Johann (1963). Zur Problematik des Vulgärlateins. Ergebnisse und Anregungen. Wien: Gerold.
- Sofer, Johann (1965). Dante und Österreich. (Moderne Sprachen 10). Wien: Verband der österreichischen Neuphilologen.
- Sofer, Johann (1965). Methodisch-didaktische Bemerkungen zur Erforschung des Vulgärlateins. Wien: Verband der österreichischen Neuphilologen.